# Anartes
Els anartes (en llatí Anartes o Anarti, en grec antic Ἄναρτοι) eren una tribu celta de la Dàcia esmentats per Claudi Ptolemeu, que estaven instal·lats a la frontera de Hercynia Silva. Juli Cèsar els menciona a l'obra De Bello Gallico.
A partir del segle i pagaven tribut (en forma de ferro) als sàrmates i als quades. L'any 172 els romans els van demanar ajuda per la guerra contra els marcomans i com que els anartes van refusar-la, Marc Aureli els va castigar amb una deportació massiva. Aquest fer unit a l'assimilació cultural per part dels dacis va portar a la desaparició de la tribu.